# Ryan Mullen
Pour les articles homonymes, voir Mullen.
Ryan Mullen, né le 7 août 1994 à Birkenhead, est un coureur cycliste irlandais membre de l'équipe Bora-Hansgrohe.

## Biographie
Ryan Mullen est un spécialiste de l'effort en solitaire, où il performe depuis les catégories de jeune. Il participe à des compétitions de cyclisme sur route et sur piste.
En 2012, chez les juniors (17-18 ans), il devient vice-champion d'Europe du contre-la-montre. En fin de saison, il prend la neuvième place du championnat du monde du contre-la-montre juniors et remporte le Chrono des Nations juniors. 
En 2013, il devient champion d'Irlande du contre-la-montre espoirs (moins de 23 ans). Lors des championnats d'Europe sur piste espoirs, il remporte une médaille de bronze lors de la course scratch et la poursuite individuelle. Aux championnats du monde sur route espoirs, il termine septième du contre-la-montre. En fin de saison 2013, il remporte à nouveau le Chrono des Nations, cette fois chez les espoirs.
En 2014, Mullen rejoint la formation irlandaise An Post-ChainReaction. Il participe à ses premiers championnats du monde sur piste chez les élites à Cali, où il termine quatrième de la poursuite individuelle. La même année, il remporte le titre de champion d'Irlande sur route et devient vice-champion du monde du contre-la-montre espoirs, battu par l'Australien Campbell Flakemore pour moins d'une seconde. En fin d'année, il prolonge son contrat avec l'équipe continentale An Post-ChainReaction.
En 2015, il gagne le titre de champion d'Irlande du contre-la-montre. Au cours de l'année, il termine également troisième et meilleur jeune de l'An Post Rás, puis quatrième du championnat d'Europe du contre-la-montre espoirs et onzième du championnat du monde du contre-la-montre de cette catégorie. Durant les derniers mois de la saison, il est stagiaire au sein de l'équipe World Tour Cannondale-Garmin.
Celle-ci, renommée Cannondale puis Cannondale-Drapac, l'engage l'année suivante. En 2016, il est troisième du championnat d'Irlande du contre-la-montre, quatrième du Chrono des Nations, et cinquième du championnat du monde du contre-la-montre. En 2017, il réalise le doublé contre-la-montre et course en ligne lors des championnats d'Irlande. Durant l'été, il obtient la médaille de bronze du championnat d'Europe du contre-la-montre. En fin de saison, il est dixième du Tour de Grande-Bretagne et huitième du Chrono des Nations.
En 2018, Ryan Mullen est recruté par l'équipe Trek-Segafredo. Il fait ses débuts avec cette dernière en Argentine, au Tour du San Juan, dont il remporte l'étape contre-la-montre. Sélectionné pour représenter son pays aux championnats d'Europe de cyclisme sur route, il se classe sixième de l'épreuve contre-la-montre.
Au début de l'été 2019, il s'adjuge le titre de champion d'Irlande du contre-la-montre. Fin juillet, il est présélectionné pour représenter son pays aux championnats d'Europe de cyclisme sur route.
Au mois d'aout 2020, il se classe huitième du championnat d'Europe du contre-la-montre à Plouay dans le Morbihan.
En 2021, il ne remporte des succès qu'en fin d'année, en reproduisant le doublé déjà réalisé en 2017, contre-la-montre et course en ligne lors des championnats d'Irlande. 
En 2022, il rejoint l'équipe Bora-Hansgrohe où il rejoint son compatriote Sam Bennett.

## Palmarès sur route

### Par années
| - 2010 - 3e du championnat de Grande-Bretagne du contre-la-montre juniors - 2011 - Champion d'Irlande sur route juniors - Champion d'Irlande du contre-la-montre juniors - 2012 - 1re (contre-la-montre) et 4e étapes du Tour d'Irlande juniors - Chrono des Nations juniors - 2e du championnat d'Europe du contre-la-montre juniors - 9e du championnat du monde du contre-la-montre juniors - 2013 - Champion d'Irlande du contre-la-montre espoirs - Chrono des Nations espoirs - 7e du championnat du monde du contre-la-montre espoirs - 2014 - Champion d'Irlande sur route - Champion d'Irlande sur route espoirs - Champion d'Irlande du contre-la-montre espoirs - 2e du championnat du monde du contre-la-montre espoirs - 2015 - Champion d'Irlande du contre-la-montre - Champion d'Irlande du contre-la-montre espoirs - 3e de l'An Post Rás - 4e du championnat d'Europe du contre-la-montre espoirs - 2016 - 2e du championnat d'Irlande du contre-la-montre espoirs - 3e du championnat d'Irlande du contre-la-montre - 5e du championnat du monde du contre-la-montre | - 2017 - Champion d'Irlande sur route - Champion d'Irlande du contre-la-montre - 3e du championnat d'Europe du contre-la-montre - 2018 - Champion d'Irlande du contre-la-montre - 3e étape du Tour de San Juan (contre-la-montre) - 6e du championnat d'Europe du contre-la-montre - 2019 - Champion d'Irlande du contre-la-montre - 4e du contre-la-montre des Jeux européens - 2020 - 8e du championnat d'Europe du contre-la-montre - 2021 - Champion d'Irlande sur route - Champion d'Irlande du contre-la-montre - 2023 - Champion d'Irlande du contre-la-montre - 2024 - 2e du championnat d'Irlande du contre-la-montre espoirs - 2025 - Champion d'Irlande du contre-la-montre |  |

### Résultats sur les grands tours

#### Tour d'Italie
1 participation
- 2018 : 138e
- 2024 : 131e

#### Tour d'Espagne
1 participation
- 2022 : 128e

### Classements mondiaux
| Année                                 | 2013  | 2014 | 2015 | 2016 | 2017 | 2018 | 2019 | 2020  | 2021 | 2022 | 2023  | 2024  |
| ------------------------------------- | ----- | ---- | ---- | ---- | ---- | ---- | ---- | ----- | ---- | ---- | ----- | ----- |
| UCI World Tour                        |       |      |      | nc   | 384e | 366e |      |       |      |      |       |       |
| Classement mondial                    |       |      |      | 345e | 354e | 603e | 571e | 1271e | 415e | 984e | 1107e | 1601e |
| UCI Europe Tour                       | 1068e | 201e | 479e | 472e | 185e | 563e | 430e | 974e  | 342e | 717e | nc    | nc    |
| UCI Asia Tour                         | nc    | nc   | nc   | 62e  | nc   | 579e |      |       |      |      |       |       |
| UCI America Tour                      | nc    | nc   | nc   | nc   | nc   | 247e |      |       |      |      |       |       |
|                                       |       |      |      |      |      |      |      |       |      |      |       |       |
| Légende : nc = non classéSource : UCI |       |      |      |      |      |      |      |       |      |      |       |       |

## Palmarès sur piste

### Championnats du monde
- Cali 2014
  - 4e de la poursuite individuelle
- Saint-Quentin-en-Yvelines 2015
  - 7e de la poursuite individuelle

### Championnats d'Europe
- Anadia 2013
  -  Médaillé de bronze de la poursuite individuelle espoirs
  -  Médaillé de bronze du scratch espoirs